# Tyne Cot
Tyne Cot Commonwealth War Graves Cemetery and Memorial to the Missing je válečný hřbitov u vesnice Passchendaele v Belgii. Je na něm pochováno 11 956 mužů, kteří padli v třetí bitvě u Yper v roce 1917, a je největším pohřebištěm vojáků Commonwealthu na světě. Areál o rozloze 34 941 metrů čtverečních spravuje Commonwealth War Graves Commission a v roce 2002 byl vyhlášen belgickou kulturní památkou.
Bylo zde pohřbeno 8 907 Britů, dále Kanaďané, Australané, Novozélanďané, Jihoafričané a také čtyři Němci. Většina hrobů je bez jména. Nachází se zde „kříž oběti“ a památník zhruba 35 000 vojáků, jejichž těla se nepodařilo nalézt. Podobu hřbitova navrhl architekt Herbert Baker.
Název dali lokalitě vojáci z pluku Royal Northumberland Fusiliers, kterým německé bunkry připomínaly typické domky kraje na řece Tyne, zvané v místním nářečí tyne cot.